# Cornelia Kempers
Cornelia Kempers, född 30 september 1954 i Eschwege, tysk skådespelare, verksam vid statsteatern i Hannover, Tyskland.

## Filmografi (urval)
- 1991 - Anna Göldin, den sista häxan
- 1994 - Metamorphosen